# Шенерай (кантон)
Шенерай (фр. Chénérailles) — кантон во Франции, находится в регионе Лимузен. Департамент кантона — Крёз. Входит в состав округа Обюссон. Население кантона на 2006 год составляло 4169 человек.
Код INSEE кантона 2311. Всего в кантон Шенерай входят 11 коммун, из них главной коммуной является Шенерай.

## Коммуны кантона
- Шенерай — население 740 чел.
- Иссудён-Летрие — население 295 чел.
- Ла-Сер-Бюсьер-Вьей — население 124 чел.
- Лававе-ле-Мин — население 839 чел.
- Ле-Шоше — население 104 чел.
- Пейра-ла-Ноньер — население 460 чел.
- Пюи-Мальсинья — население 171 чел.
- Сен-Шабре — население 330 чел.
- Сен-Дизье-ла-Тур — население 235 чел.
- Сен-Медар-ла-Рошет — население 577 чел.
- Сен-Парду-ле-Кар — население 294 чел.